# Paquito Diaz
Francisco Bustillos Diaz, meglio noto con il nome d'arte di Paquito Diaz, (Pampanga, 28 maggio 1932 – Daraga, 3 marzo 2011), è stato un attore e regista filippino.
Assieme a Max Alvarado, è noto per i suoi ruoli di cattivo, che molto spesso nei suoi film lo hanno visto opposto a Fernando Poe.

## Biografia
Paquito Diaz nacque a Pampanga il 28 maggio 1932 da padre statunitense di origini messicane, spagnole e nativo americane. Suo fratello, Romy Diaz, e i figli Joko e Cheska sono anch'essi attori. Prima di diventare un attore era un giocatore di pallacanestro, così come il fratello Romy, suo compagno di squadra nella FEU Tamaraws. Diaz è famoso per i suoi numerosi film in cui recitava come cattivo, molto spesso contro Fernando Poe Jr., il quale era suo amico nella vita reale.
È scomparso nel 2011 all'età di 78 anni.

## Filmografia
- Pakners (2003)
- Sabayan sa laban (2002)
- Batang lansangan... ngayon, Mga (2002)
- Mahal kita, kahit sino ka pa (2001)
- Ayos na ang kasunod (2000)
- Pera o bayong (Not da TV)! (2000)
- Ang Dalubhasa (2000)
- Kahit demonyo itutumba ko (2000)
- Isusumbong kita sa tatay ko (1999)
- Bayadra Brothers (1999)
- Hindi pa tapos ang laban (1999)
- Leon ng Maynila, Lt. Col. Romeo Maganto (1999)
- Squala (1998)
- Ang Pagbabalik ng probinsiyano (1998)
- Enteng & Mokong: Kaming mga mababaw ang kaligayahan (1997) .... Frankie
- Walanang Iibigin Pang Iba (1997)
- Tapusin Natin Ang Paglaban (1997) .... General
- Kapag nasukol ang asong ulol (1997) .... Gaton
- Kokey (1997)
- Kung marunong kang magdasal, umpisahan mo na (1996) .... Amador
- Pag-ibig ko sa iyo'y totoo (1996)
- Hangga't may hininga (1996)
- Ikaw ang mahal ko (1996)
- Misis kong hoodlum, Ang (1996)
- Ang Pinakamagandang hayop sa balat ng lupa (1996) .... Bobo
- Sa iyo ang langit, akin ang lupa (1996)
- Kahit harangan ng bala (1995)
- Hataw tatay hataw (1994) .... Roland
- Cobra (1994)
- Deo Dador Berdugo ng Munti (1994)
- Cuadro de Jack (1994)
- Marami ka pang kakaining bigas (1994)
- Doring Borobo (1993)
- Mga Syanong parak (1993)
- Hulihin: probinsiyanong mandurukot (1993) .... Main
- Enteng Manok: Tari ng Quiapo (1992)
- Lucio Margallo (1992)
- Manila Boy (1992)
- Shotgun Banjo (1992)
- Pretty Boy Hoodlum (1992)
- Estribo Gang: The Jinggoy Sese Story (1992)
- Blue Jeans Gang (1992)
- Takas sa impiyerno (1991)
- Mabuting kaibigan... masamang kaaway (1991)
- Manong Gang (1991)
- Tapos na ang Lahi mo (1991)
- Pido Dida 2: Kasal na (1991)
- Bad Boy (1990)
- May isang tsuper ng taxi (1990)
- Daddy Goon (1990) .... Sgt. Garisma
- Mula Paa Hanggang Ulo (1990)
- Prinsipe Abante at ang lihim ng ibong adarna (1990)
- Angel Molave (1990)
- Karapatan ko ang pumatay... Kapitan Guti (1990)
- Michael and Madonna (1990) .... Stevie
- David Balondo ng Tondo (1990)
- Og Must Be Crazy (1990) .... Benjie
- Rocky Plus V (1990)
- Patigasan... ang laban (1990)
- Ganda babae, gandang lalake (1990)
- Kahit konting pagtingin (1990)
- Hotdog (1989)
- Joe Pring: Homicide Manila Police (1989)
- Galit sa mundo (1989)
- Gawa na ang balang para sa akin (1989) .... Ramon
- Wanted Pamilya Banal (1989)
- SuperMouse and the Roborats (1989)
- Handa na ang hukay mo, Calida (1989)
- Estudyante blues (1989)
- Gapos Gang (1989)
- Moises Platon (1989)
- Ako ang huhusga (Kapag puno na ang salop part II) (1989) .... Paquito
- Eagle Squad (1989)
- Da Best in da West (1989) .... Diablo
- Balbakwa: The Invisible Man (1989)
- Bondying: The Little Big Boy (1989)
- Mula paa hanggang ulo (1989)
- Agila ng Maynila (1989)
- Killer vs. Ninjas (1989)
- My Pretty Baby (1989) .... Baldo
- Sa kuko ng agila (1989)
- Target: Maganto (1989)
- Gawa na ang balang papatay sa iyo (1988) .... Alex
- Dugo ng pusakal (1988)
- Kumander Dante (1988)
- Sheman: Mistress of the Universe (1988) .... Berto
- One day, isang araw (1988)
- Iyo ang Batas Akin Ang Katarungan (1988)
- Alega Gang: Public Enemy No. 1 of Cebu (1988) .... Pablo Cabrera
- Buy One, Take One (1988)
- Akyat bahay gang (1988)
- Lorenzo Ruiz the Saint (1988)
- Lost Command (1988)
- Target: Maganto (1988) .... Ka Archie
- Kapag lumaban ang api (1987)
- Feliciano Luces: Alyas Kumander Toothpick (1987)
- Jack and Jill (1987)
- Balandra Crossing (1987)
- Magtago Ka Na Sa Pinanggalingan mo (1987)
- Menudo't pandesal (1987)
- Humanda Ka, Ikaw ang Susunod (1986)
- Musim Magnum 357 (1986)
- Oras ng kagitingan (1986)
- Ninja Kids (1986)
- Sa Bawat Hahakbangan, Babaha ng Dugo (1985)
- Turuang apoy (1985)
- Bayan ko: Kapit sa patalim (1985) .... Hugo
- Alyas: Boy Life (1985)
- Isang kumot, tatlong unan (1985)
- Bukas, Uulan ng Bala (1985) .... Don Ezekiel Agravante
- Partida (1985)
- Pieta, Ikalawang Aklat (1984) .... Paquito
- Sigaw ng katarungan (1984)
- Zigomar (1984)
- Estong Tutong, ikalawang yugto (1983) .... Kits
- The Killing of Satan (1983) .... Pito
- Lumaban ka (1983)
- Pedro Tunasan (1983)
- My Juan en only (1982) .... Luigi
- Get My Son Dead or Alive (1982)
- In Dis Korner (1982)
- Bandido sa Sapang Bato (1981)
- Kamaong Asero (1981)
- Diego Sta. Cruz (1980) .... Pague
- Dolphy's Angels (1980)
- Tanikala (1980)
- Superhand (1980)
- The Quick Brown Fox (1980)
- Durugin si Totoy Bato (1979)
- Sino si Boy Urbina (1979)
- Jack N Jill of the Third Kind (1979)
- Bugoy (1979)
- Kumander Ulupong (1978)
- Totoy Bato (1977)
- Jack and Poy (1977)
- Sapin-sapin, patung-patong (1977)
- Relaks lang mama, sagot kita (1976)
- Big J (1975)
- My Funny Valentine (1974)
- Ang Mahiwagang daigdig ni Pedro Penduko (1973)
- Bandolera (1972)
- Women in Cages (1971) (uncredited) .... Jorge
- Asedillo (1971)
- Abdul Tapang (1968) .... Pakitong Bapon
- Alyas 1 2 3 (1968)
- Barbaro Cristobal (1968)
- Brasong bakal (1968)
- Ang Dayuhan (1968)
- Dos por dos (1968)
- Huling baraha (1968)
- Jakiri Valiente (1968)
- Jingy (1968)
- Karate Fighters (1968)
- Kardong pusa (1968)
- Kid Brother (1968)
- Magpakailan man (1968)
- Ang Mangliligpit (1968)
- Ang Pagbabalik ni Daniel Barrion (1968)
- Quintin Salazar (1968)
- Sorrento (1968)
- Suntok o karate (1968)
- Tatak: Double Cross (1968)
- Tatak: Sacramentados (1968)
- Tatlong hari (1968)
- Tigre gitano (1968)
- Zaragoza (1968)
- Crackdown (1967)
- Ang Mananandata (1965)
- D' Godson (????)
- Doble kara (????)
- Kosa (????)
- Kumader Kris (????)
- Lost Command (????)
- Ang Pagbabalik ni Leon Guerrero (????) .... Darmo
- San Basilio (1980) .... Diablo
- Son of Fung Ku (????)
- Tatlong Unan Isang Kumot (????) w/ Jun Aristorenas